# Chavornay (Vaud)
Chavornay je obec v západní (frankofonní) části Švýcarska, v kantonu Vaud, v okrese Jura-Nord vaudois. V roce 2016 žilo v obci 4 306 obyvatel. V roce 2017 se bývalé obce Essert-Pittet a Corcelles-sur-Chavornay sloučily s Chavornay.

## Historie
Obec je poprvé zmiňována v roce 937 jako Cavorniacum. V roce 1228 je obec zmiňována jako Chavornai. Do konce roku 1996 byla obec součástí okresu Orbe, od roku 2007 se stala částí nového okresu Jura-Nord vaudois.

## Poloha
Obec je situována na východním okraji údolí Orbe, na pravém břehu řeky Talent. Sousedními obcemi jsou Arnex-sur-Orbe, Bavois, Orbe, Penthéréaz a Suchy.

## Demografie
V roce 2000 hovořilo 88,6% obyvatel obce francouzsky. Ke švýcarské reformované církvi se ve stejném roce hlásilo 50,1% obyvatel, k církvi římskokatolické 24,5% obyvatel. Obec je součástí aglomerace Lausanne, počet obyvatel obce je stoupající.

## Fotogalerie

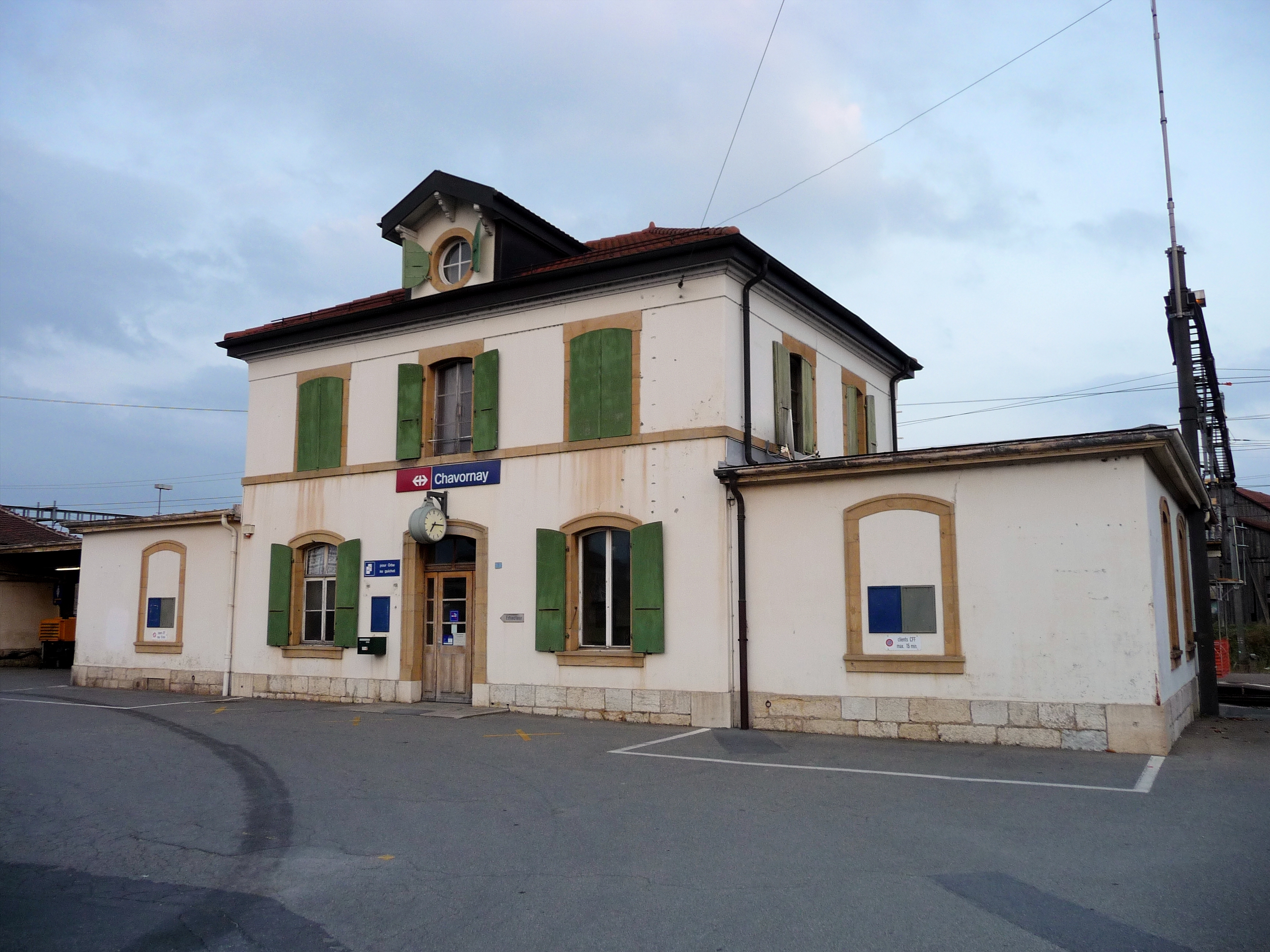
Železniční nádratí
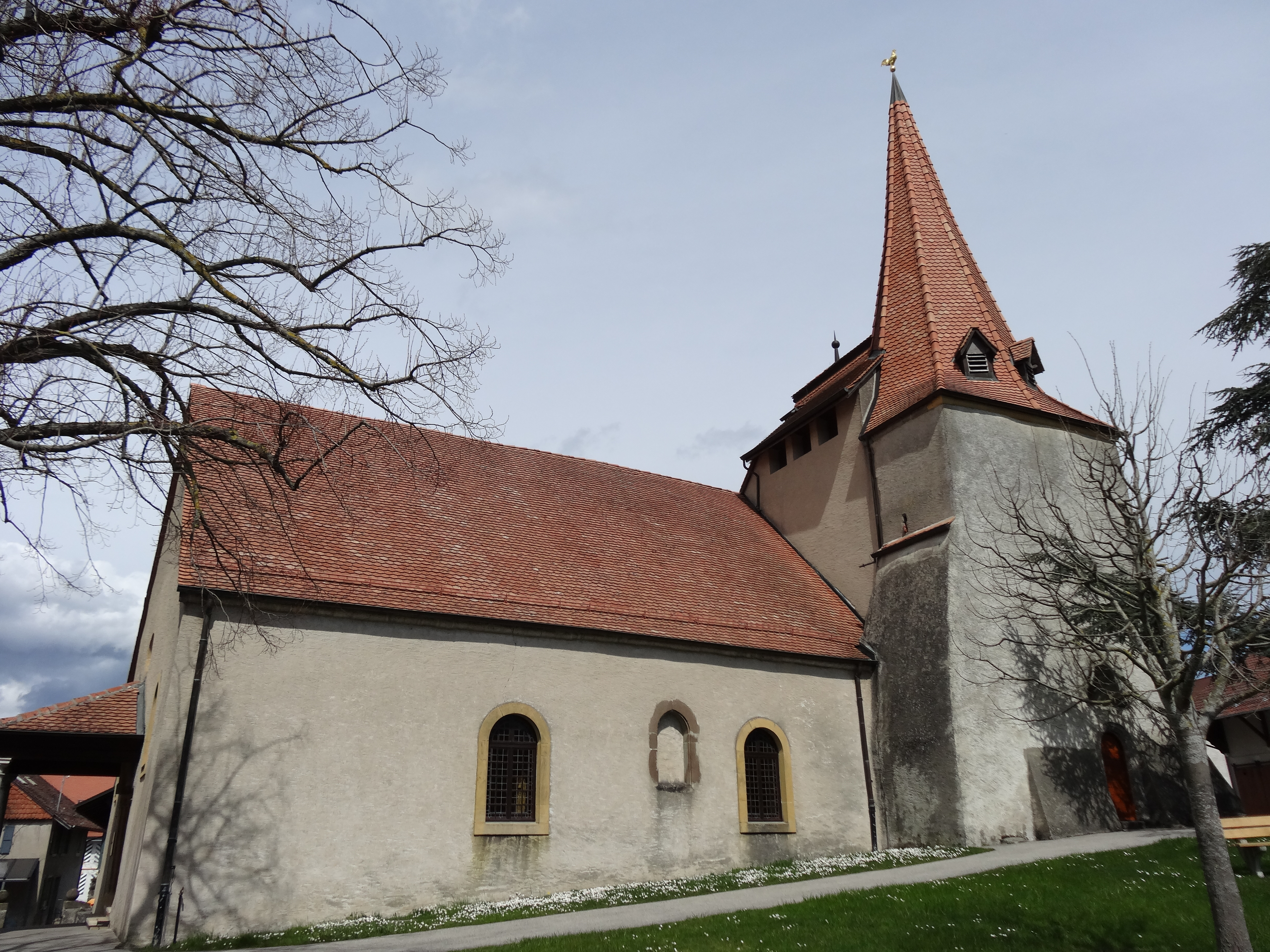
Kostel švýcarské reformované církve